# Chalepus microdonta
Chalepus microdonta es un coleóptero de la familia Chrysomelidae.
Fue descrita científicamente en 1869 por Fairmaire.